# Companyia de Treballadors Estrangers
Les Compagnies de Travailleurs Étrangers (CTE) van ser constituïdes el 12 d'abril del 1939 a França pel govern Daladier davant l'eventualitat de la guerra. El decret proposava prestacions en forma de treball, als estrangers beneficiaris del dret d'asil d'entre vint i quaranta-vuit anys, en lloc del servei militar obligatori dels francesos. Tenia la mateixa durada i eren compostes per 250 homes dirigides per un oficial francès.
En un inici 20.000 antics milicians republicans espanyols s'hi van acollir voluntàriament. En esclatar la Segona Guerra Mundial les autoritats franceses van oferir als internats dels camps de refugiats del sud de França retornar a l'Espanya franquista, allistar-se a la Légion étrangère o incorporar-se a les CTE. Davant l'alternativa, 55.000 exiliats s'hi van integrar de manera més o menys voluntària.
Refugiats catalans de la Guerra Civil espanyola van constituir els primers contingents de les CTE destinats per l'exèrcit francès als treballs a la rereguarda, entre altres el reforçament de la Línia Maginot i de la frontera italiana.
Amb l'armistici i la desmobilització, el govern de Vichy va convertir les CTE en Groupements de Travailleurs Étrangers-GTE (27 de setembre del 1940).